# Federação Caboverdiana de Basquetebol

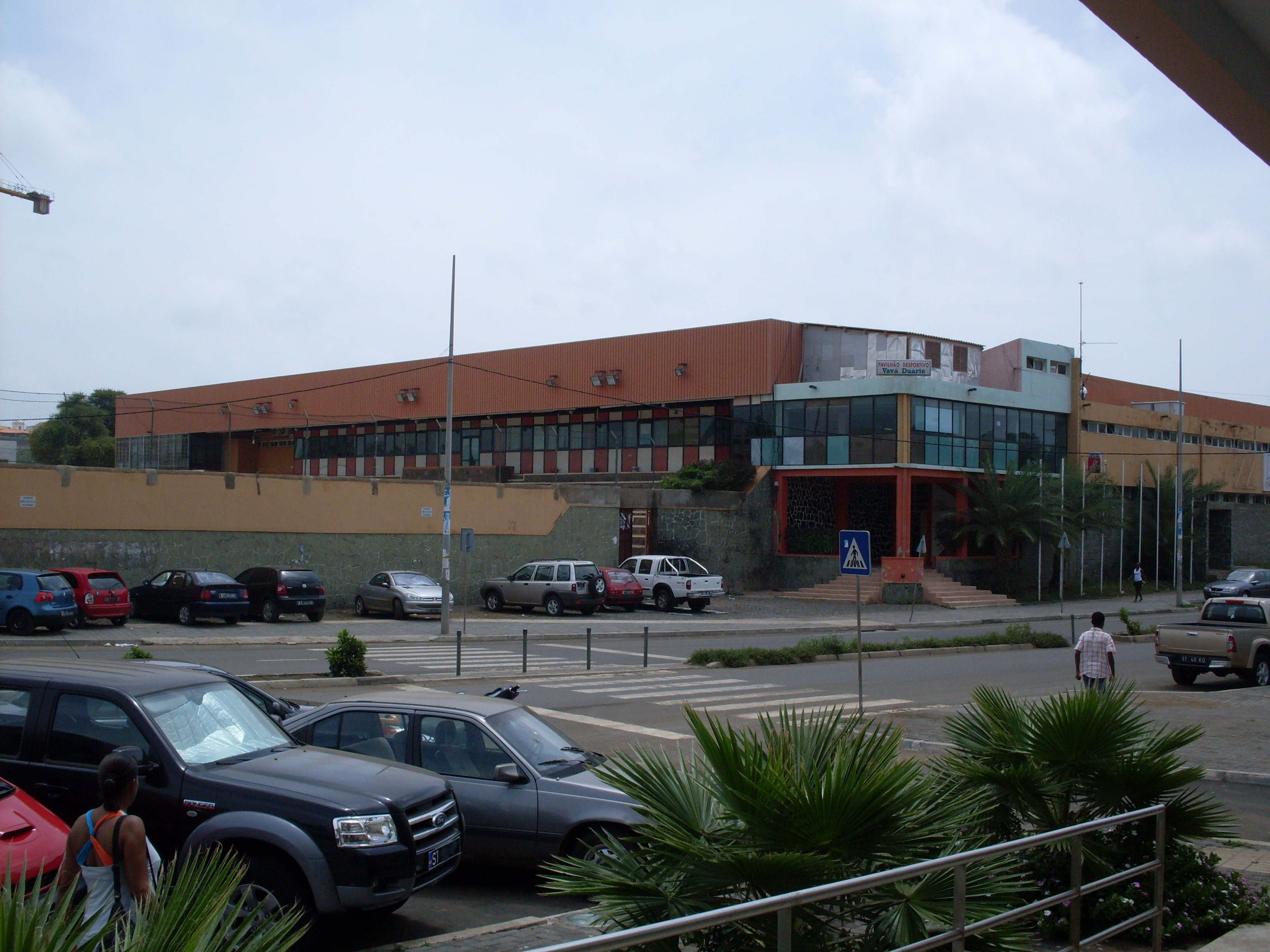
Der Pavilhão Desportivo Vává Duarte, Sitz der FCBB und Austragungsort der Landesmeisterschaft

Die Federação Caboverdiana de Basquetebol (FCBB) ist der nationale Dachverband für Basketball der westafrikanischen Inselrepublik Kap Verde. Sie residiert im Sportkomplex Pavilhão Desportivo Vává Duarte in Chã de Areia, einem Stadtteil der Hauptstadt Praia.

## Geschichte
Der Basketballsport stand in Kap Verde, das bis 1975 portugiesische Kolonie war, stets im Schatten des populären Fußballsports und entwickelte sich erst nach der Unabhängigkeit langsam.
Die FCBB gründete sich 1986 und wurde 1988 vom Weltverband FIBA aufgenommen.

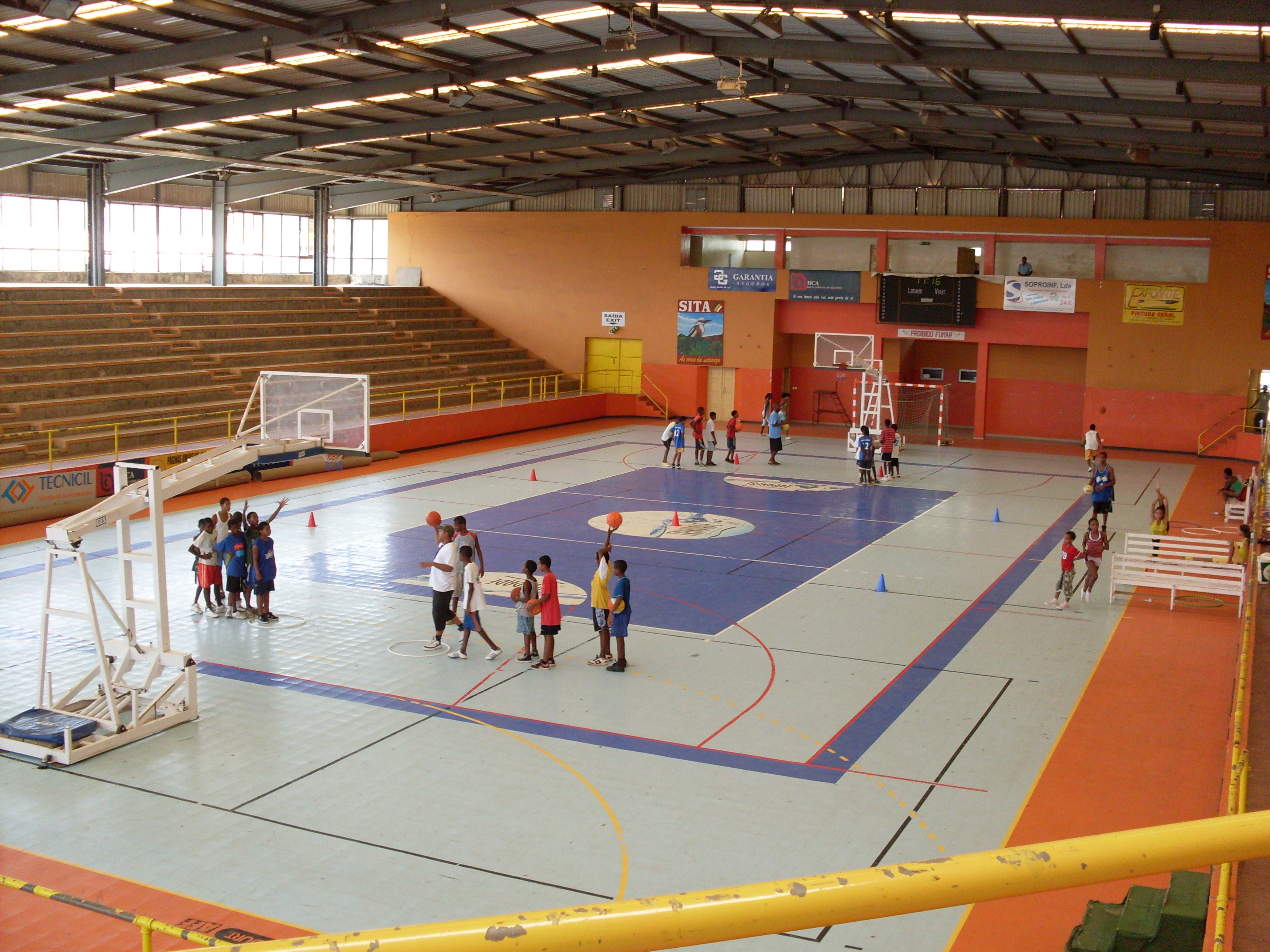
Jugendtraining im Pavilhão Desportivo Vává Duarte

## Aktivitäten
Die FCBB entsendet u. a. die kapverdische Basketballnationalmannschaft der Herren zu internationalen Veranstaltungen. Sie konnte sich bisher weder für Weltmeisterschaften noch für Olympische Spiele qualifizieren, jedoch gelingt ihr regelmäßig die Teilnahme an den Afrikameisterschaften. Als größter Erfolg gilt der dritte Platz bei der Basketball-Afrikameisterschaft 2007.
In Zusammenarbeit mit den einzelnen Inselverbänden organisiert sie die Landesmeisterschaft, als Turnier der sieben bestplatzierten Klubs, dem Campeonato Nacional de Basquetebol de Cabo Verde. 2011 gewann der Hauptstadtklub Seven Stars seine dritte Meisterschaft. 2015 wurde Bairro Craveiro Lopes aus dem gleichnamigen Viertel der Hauptstadt Praia Nachfolger des Vorjahresmeisters Académica do Mindelo aus Mindelo.
Die FCBB ist Mitglied im Comité Olímpico Caboverdiano, dem kapverdischen Nationalen Olympischen Komitee.
Zuletzt waren 43 kapverdische Vereine Mitglied in der FCBB. 558 weibliche und 1620 männliche registrierte Spieler sind insgesamt bei der FCBB gemeldet, dazu kommen etwa 2.000 nicht gemeldete Spieler. (Stand: August 2015)